# Nugis Finem
Nugis Finem je nezisková organizace založená v roce 2015, která si dává za cíl zlepšování právního povědomí české společnosti, čím dál tím více ale směřuje ke vzdělávání obecnému. Tento spolek je známý zejména díky svým bezplatně nabízeným online kurzům zaměřeným na zvyšování právní gramotnosti, které připravuje ve spolupráci s českými univerzitami a jejich pedagogy. V současné době[kdy?] nabízeno celkem 8 kurzů z toho 6 ve spolupráci s Univerzitou Palackého (rodinné právo, základní práva, byznys a právo, vlastnická a sousedská práva, daňové právo, právní psaní, 1 ve spolupráci s Univerzitou Karlovou (římské právo) a 1 ve spolupráci s Masarykovou univerzitou (práva člověka a občana).
Mezi další aktivity této organizace patří pořádání festivalu Noc práva, v rámci nějž se každoročně otevírají brány soudních a jiných institucí, pořádá se mnoho přednášek, seminářů, workshopů, divadelních představení a filmů s tematikou práva. Další významnou činností je pak přednášková činnost na školách.[zdroj?]
Nugis Finem je od roku 2017 také nezávislým nakladatelstvím, od roku 2018 pak již pod stabilní značkou Nugis Finem Publishing. Do současné doby[kdy?] vydala již 6 publikací.[zdroj?]

## Vydané knihy
- HÖNIG, Květoslav; HRABAL, Ondřej L. Ydris: kniha první. Olomouc: Nugis Finem, 2017. ISBN 978-80-906685-1-5.
- MOMMSEN, Theodor; KRÜGER, Paul. Digesta Iustiniani, Olomouc: Nugis Finem Publishing, 2018. ISBN 978-80-906685-7-7.
- Dr. Filipitch. Test tvojí trpělivosti. Olomouc: Nugis Finem Publishing, 2018. ISBN 978-80-906685-5-3.
- ŠINDELÁŘ, Václav. Přece se to nevyhodí. Olomouc: Nugis Finem Publishing, 2018. ISBN 978-80-906685-6-0.
- DOSTALÍK, Petr a kol. Dostalíkovy hlášky: fragmenta Dostalíkova. Plzeň, Olomouc: Ondřej Kočan, Nugis Finem Publishing, 2019. ISBN 978-80-906546-3-1.
- Dr. Filipitch. Promiň. Olomouc: Nugis Finem Publishing, 2019. ISBN 978-80-7614-000-4.
- GARNER, Bryan A. Právní psaní srozumitelným jazykem. Překlad a adaptace: John A. Gealfow, Adéla Valentová, Štěpán Janků, Pavlína Hubková, Terezie Königová. Brno: Nugis Finem Publishing, 2021, 978-80-7614-005-9.